# Danków (Lipie)
Danków ist eine Ortschaft mit einem Schulzenamt der Landgemeinde Lipie im Powiat Kłobucki der Woiwodschaft Schlesien in Polen.

## Geschichte
Der Ort am linken Ufer der Liswarta, der Grenze zwischen Großpolen und Kleinpolen, wurde im Jahr 1217 als Dancouic erstmals urkundlich erwähnt, als die Stelle des Treffens der Piasten: Leszek I., Heinrich I. und Władysław III. 1283 wurde Dancov als eine Stadt (civitas) benannt, die nächste Erwähnung von Denkow im Jahr 1462 schrieb nur über ein Dorf (villa). Der Ortsname ist vom Personennamen Danek mit dem besitzanzeigenden Suffix -ów (ursprünglich mit dem patronymischen Suffix -(ow)ice) abgeleitet.
Politisch gehörte der Ort zur Kastellanei von Ruda, später  Weluner Land in der Woiwodschaft Sieradz im Königreich Polen (ab 1569 in der Adelsrepublik Polen-Litauen). 1419 wurde die Pfarrei des Erzbistums Gnesen erstmals erwähnt. Die erste Befestigung an der historischen Grenze zwischen dem großpolnischen Weluner Land und dem kleinpolnischen Kreis Lelów könnte im 15. Jahrhundert bestehen. Die neuzeitliche Befestigung entstand im Jahr 1632.

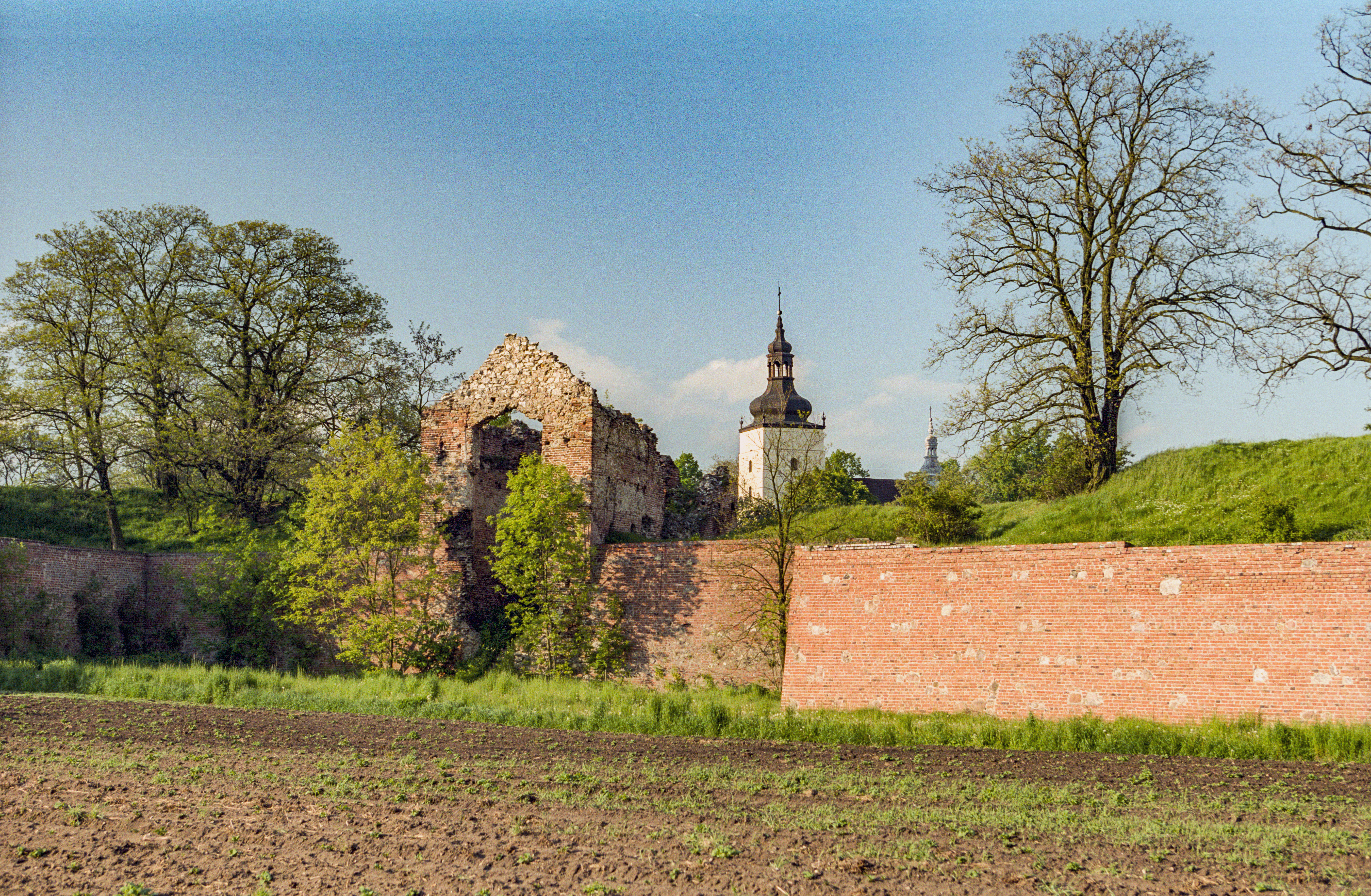
Befestigung in Danków

Nach der zweiten Teilung Polens von 1793 gehörte das Dorf bis 1807 zu Südpreußen. 1807 kam es ins Herzogtum Warschau und 1815 ins neu entstandene russisch beherrschte Kongresspolen. 
Nach dem Ende des Ersten Weltkriegs kam Danków zu Polen, Woiwodschaft Kielce. Beim Überfall auf Polen 1939 wurde das Gebiet von den Deutschen besetzt und dem Landkreis Blachstädt im neuen „Ostoberschlesien“ zugeordnet.
Von 1975 bis 1998 gehörte Danków zur Woiwodschaft Częstochowa.

## Persönlichkeiten
- Lucjan Kulej (1896–1971), Eishockeyspieler und Ruderer